# Lilla Torget, Göteborg
Lilla Torget (Lilla torget) är ett torg vid Stora Hamnkanalens inlopp i stadsdelen Inom Vallgraven i centrala Göteborg. Den omnämndes med detta namn första gången år 1706, efter att tidigare kallats Fiske Torgett 1621–1639 och Fiske torget från 1644. Torget ingick i Göteborgs första kvarter, som hade sin utfart i Kung Karls Port. Torget uppmättes år 1900 till 1 110 kvadratmeter.

## Historia

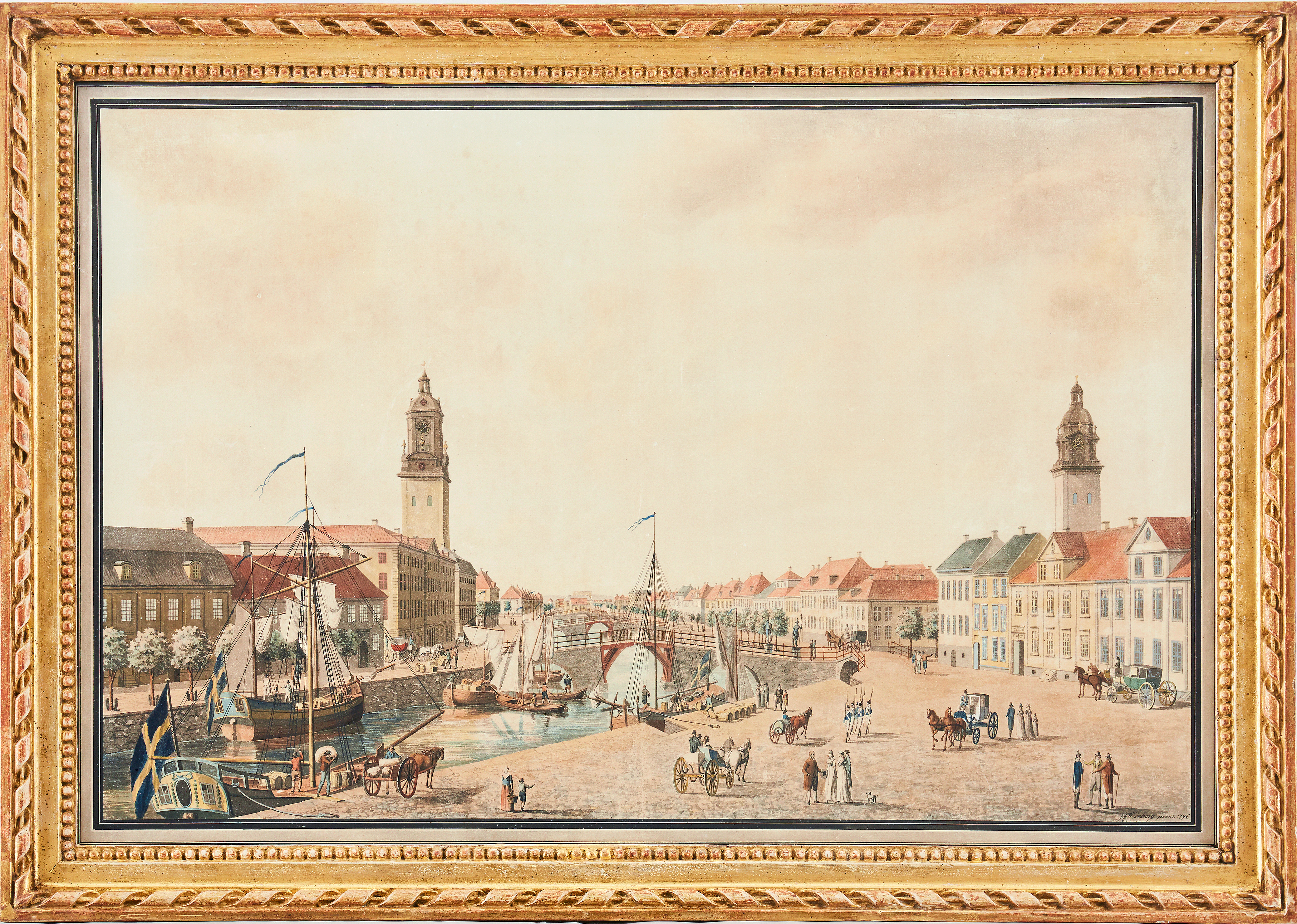
Lilla Torget på en målning från 1796 av Justus Fredrik Weinberg.

Den äldsta saluplatsen för fisk var vid Lilla Torget och en större flotte som låg där, kallad Fiskebryggan. Här ägde årligen vid Larsmässan den stora fiskmarknaden rum. År 1671 flyttades verksamheten, och flotten, till Stora Bommen och kring 1730 till Stora Hamnkanalen, vid kajerna i närheten av Stora Torget (nuvarande Gustaf Adolfs torg), först på den östra sidan och därefter på den västra sidan av Tyska bron. Fiskkajen var då benämningen på dessa sträckor.
Fiskförsäljning pågick även direkt från skärgårdsfiskarnas båtar och från en stor flotte som kallades Flotten eller Fiskeflotten. Denna flotte bestod av fyra pråmar, sammankopplade med brädor (en så kallad plankvandring) och bestod i drygt trettio år. I april 1811 byggdes en ny flotte på entreprenad, som skulle bestå av: "4 stycken med botten, däck och lutande sidor försedda, plattbyggda pråmar av furuvirke, tillbörligen sammansatta, diktade, drivna och tjärade, vardera i övra kant 11 alnar lång, 71/2 alnar bred och 31/2 kvarter djup samt ovanpå dessa pråmar en bäddning av bjälkar långsefter med golv eller strö av plankor och handräcken på sidorna".
Vid den stora branden den 1 november 1804 brann trähusen kring torget ned, så även de vackra träden utefter kanalen. Därefter uppfördes endast stenhus.
Den 21 maj 1849, i samband med att Gustaf Adolfs torg skulle bli paradtorg, flyttades försäljningen och flotten till Rosenlundskanalen och till platsen som också fick överta namnet Fisktorget. Där uppfördes 1874 Feskekörka.
Tvärs över torget anlades en gångbana år 1877, från Västra Hamngatan till Wijkska huset.
På 1880-talet var torget upplåtet till försäljning av fordon, "men såsom handelsvara äro sådana endast sällan här till finnandes" skrev en krönikör 1884.

## Namn
Lilla Torget har även hetat Möbel- och Trätorget, efter den handel med särskilt möbler från Lindome som skedde här från slutet av 1700-talet och fram till 1857 då den flyttades till Järntorget. I folkmun kallades torget också Pigtorget eftersom tjänstefolk som kommit till stan för att söka arbete höll till här.

## Statyn
Mitt på Lilla Torget står den fyra meter höga Jonas Alströmers statyn, som avtäcktes den 28 december 1905 av landshövding Gustaf Lagerbring. Statyns skapare är John Börjeson och Torben Grut har utfört postamentet i röd granit. Med tiden blev statyn omgiven av allt fler bilparkeringar, varför smeknamnet "parkeringsvakten" uppstod.

## Bebyggelsen vid torget

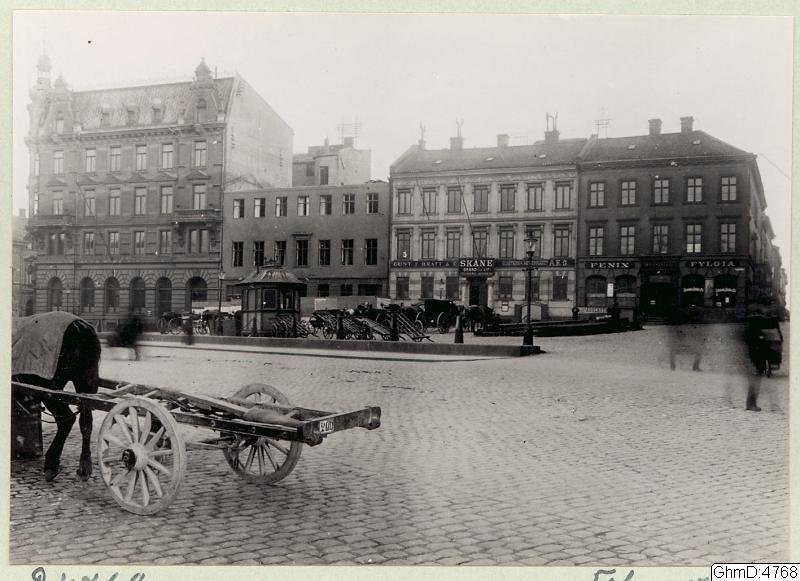
Lilla Torget omkring 1903. Nummer 5 var då under ombyggnad för dåvarande Göteborgs Enskilda Bank. Vid torget fanns en av stadens 13 värmestugor för droskkuskar, utplacerad i mitten av 1880-talet. Den togs bort 1948.

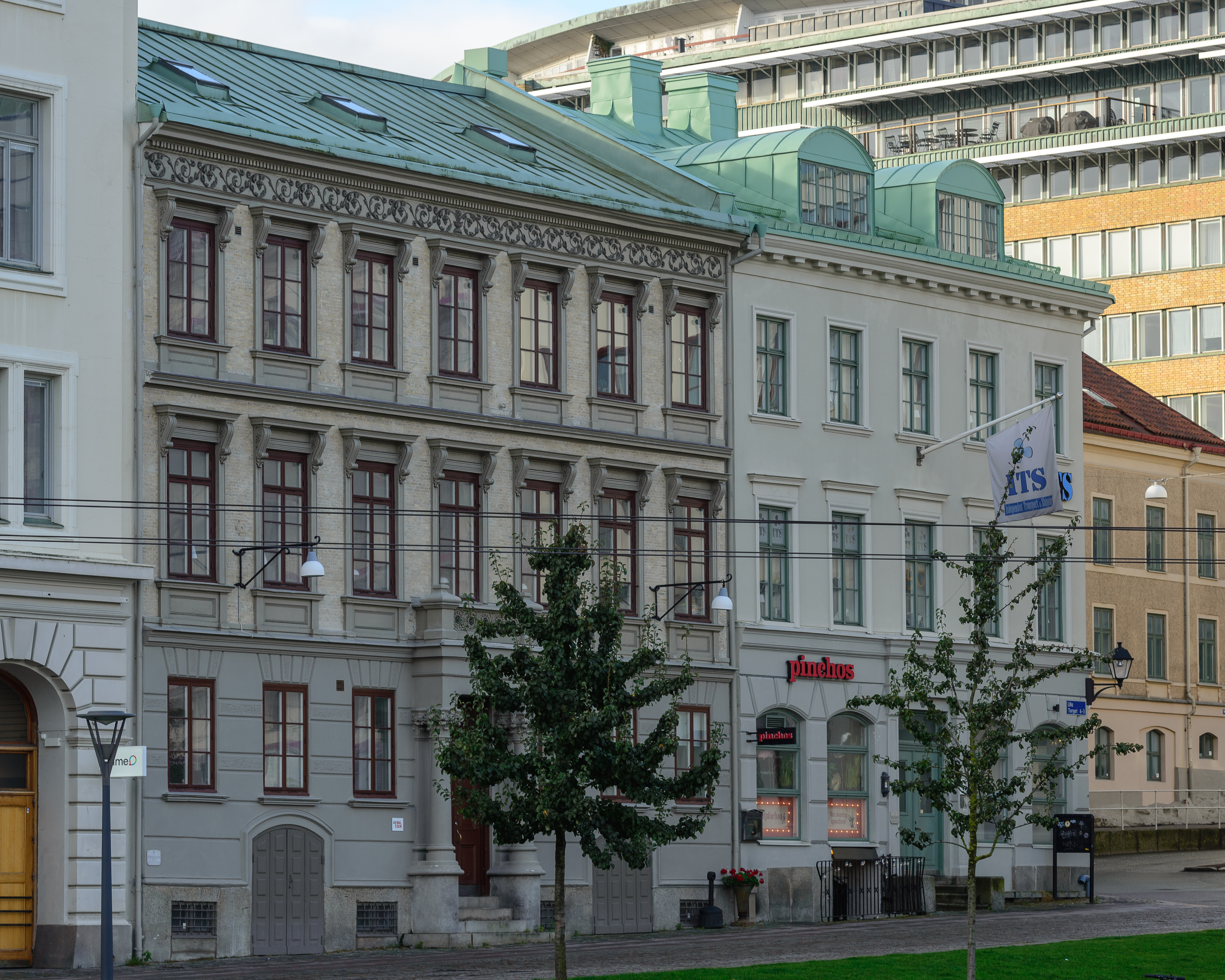
Lilla Torget 3 och 4 i september 2019.

Kaparkaptenen Lars Gathenhielm ägde fastigheten nummer 43 – ett tvåvånings trähus – vid Lilla Torget 6.  Det var inköpt den 27 februari 1711 av borgmästaren i Borås Magnus Melander för 2 400 daler silvermynt.
Från mitten av 1800-talet förändrades miljön runt lilla torget då nya hus i en större skala började ersätta de äldre empirhusen. Lilla Torget 1, Wijkska huset, ett köpmanspalats med kontor, lager och bostäder, ritades av Adolf W. Edelsvärd och uppfördes åren 1850–53 på torgets västra sida. 1887-1888 uppfördes för Göteborgs Enskilda Banks räkning byggnaden på Västra Hamngatan 1, som ersatte ett äldre trevåningshus. Bankhuset var ursprungligen uppfört i tysk/holländsk renässansstil med tegelfasader, torn och gavlar. Dagens förenklade putsfasader härrör från en drastisk ombyggnad på 1938. Bottenvåningens rusticering är dock kvar av det ursprungliga utseendet. 
Senare började torgmiljön brytas upp, Lilla Torget 2, en byggnad som förband Lilla Torget 1 och Lilla Torget 3, revs och ersattes i början av 1980-talet av en modern kontorsbyggnad med fem våningar. Platsen har omvandlats från en torgmiljö till trafikmiljö där de mötande gatorna kretsar kring en förminskad del av torget, nu bestående av en gräsyta med en staty föreställande Jonas Alströmer. Husen i kvarteren runt torget används idag huvudsakligen för kontors- och affärsverksamhet.
De förr så resliga empirehusen trycks numera ner av de intilliggande högre byggnaderna – Göteborgs Enskilda Banks fyravåningshus från 1887 på Västra Hamngatan 1, öster om Lilla Torget 4 och Lilla Torget 1, "Wijkska huset" på torgets västra sida, uppfört 1850–53. Kontakten med vattnet har försvunnit då kajen är avskuren från torget av vägbanor och nivåskillnader. Byggnadernas gatufasader liksom gårdsmiljön tillhörig Lilla Torget 4 med stensättning och karaktäristisk enkelt utformad gårdsfasader är dock välbevarade.

## Övrigt
På torgets östra del, vid Kämpebron stod stadens sista pissoar, tillverkad på Göteborgs Mekaniska Verkstad, fram till 1980 då den togs bort.
Vid torget fanns fram till 1948 en av stadens 13 värmestugor för droskkuskar, utplacerad i mitten av 1880-talet. Den hade bekostats av Beatrice Dickson.